# MJ the Musical
MJ the Musical è un jukebox musical (musical contenente canzoni famose già preesistenti) basato sulla vita dell'artista americano Michael Jackson, diretto da Lynn Nottage e con libretto di Christopher Wheeldon.
MJ the Musical doveva inizialmente andare in scena a Broadway a metà del 2020, ma fu rimandato a causa della Pandemia di COVID-19. All'inizio Ephraim Sykes doveva interpretare Michael Jackson, ma fu rimpiazzato con Myles Frost. La prima produzione fu al Neil Simon Theatre il 6 dicembre 2021 per poi muoversi al London West End nel 2024.
Il musical è stato un successo, venendo nominato a 10 Tony Awards e la colonna sonora a un Grammy Award, al 2024 ha prodotto oltre 200 milioni di dollari diventando una delle produzioni teatrali musicali di maggior successo.
Si tratta del terzo jukebox musical su Michael Jackson dopo Thriller – Live del 2006 e Motown – The Musical del 2013.

## Sinossi

### I Atto
I membri del cast si stanno preparando per le prove generali del Dangerous World Tour, che sta per iniziare, il manager Rob li dice di andare alle loro postazioni e di prepararsi. Michael Jackson stesso arriva e guarda le prove.
Mentre Michael parla con Rob arrivano la giornalista Rachel e il suo cameraman Alejandro, intenti ad avere un'intervista col cantante. Michael e Rachel si siedono ed egli inizia a raccontare della sua difficile infanzia e dei momenti memorabili che ha avuto con Berry Gordy e Quincy Jones, stretti collaboratori suoi.
Rob e Nick (un altro giornalista) portano Michael nella stanza di una conferenza dove annuncia ai fan il tour e l'intenzione di devolvere tutti i ricavati alla Heal the World Foundation.

### II Atto
Michael propone nuove idee per il tour ai produttori ma loro sono contrari perché costose ed impraticabili, MJ si ricorda dell'infamo incedente dove i suoi capelli sono finiti a fuoco durante uno spot per la Pepsi. Dice poi ai produttori, citando Quincy Jones, "Keep the Faith. Don't let nobody take you down" (Mantieni la speranza. Non lasciare che qualcuno ti scoraggi).
Le prove generali continuano e Michael spiega a Rachel come scrive le sue canzoni, poi durante una pausa Rob allontana Rachel da Michael, non volendola intorno a lui, i due si incontrano (con Michael vestito da spazzino) spiegando che solo così può uscire in pubblico per non essere riconosciuto, poi racconta di quanto egli apprezzi il fatto di essere amato dai fan e i giornali, ma di come i vari tabloid abbiano sparso rumor negativi sul cantante, ignorando le sue azioni benevoli.
Tornando da Rob, Michael ricorda della volta che si è esibito all'Apollo Theater coi Jackson 5 e di come non fosse nervoso, Rob fa notare che tutto questo sarà ricordato lungo gli anni, con Jackson che risponde "È tutto perfetto?" il ballerino sale poi sul palco dando inizio al suo nuovo tour mondiale.

## Cast e personaggi
- Michael Jackson – interpretato da Myles Frost, Ephraim Sykes, Roman Banks, Elijah Johnson, Chris McMiller e Jamal Fields-Green
- Michael Jackson (giovane adulto/adolescente) – interpretato da Tavon Olds-Sample, Brandon Lee Harris e Mitchell Zhangazha
- Michael Jackson (bambino) – interpretato da Christian Wilson/Walter Russel III, Josiah Benson/Ethan Joseph e Jaydon Eastman/Elliot Mugume/Ethan Sokontwe/Dylan Trigger
- Jackie Jackson –  interpretato da John Edwards, Jay McKenzie e Tavio Wright
- Tito Jackson e Quincy Jones –  interpretati da Apollo Levine, Josh A. Dawson e Rohan Pinnock-Hamilton
- Jermaine Jackson –  interpretato da Lamont Walker II, Bryson Jacobi Jackson e Simeon Montague
- Marlon Jackson –  interpretato da Zelig Williams, Brion Marquis Watson e Toyan Thomas-Browne
- Marlon Jackson (bambino) –  interpretato da Devin Trey Campbell, Jaylen Lyndon Hunter e Cristiano Cuino/Sekhani Dumezweni/Khanya Madaka
- Randy Jackson –  interpretato da Raymond Baynard, Malcolm Miles Young e Aden Dzuda
- Rob (Joe Jackson) –  interpretato da Quentin Earl Darrington, Devin Bowles e Ashley Zhangazha
- Katherine Jackson –  interpretata da Ayana George, Anastasia Talley e Phebe Edwards
- Nick (Berry Gordy) –  interpretato da  Antoine L. Smith, J. Daughtry e Matt Mills
- Rachel –  interpretata da Whitney Bashor, Mary Kate Moore e Philippa Stefani
- Alejandro –  interpretato da Gabriel Ruíz, Da'von Moody e Matt Gonsalves
- Dave –  interpretato da Joey Sorge, Matt Loehr e Jon Tsouras

Gli interpreti per le versioni bambini e adolescenti di Jermaine, Tito & Jackie non sono noti pubblicamente.

## Numeri Musicali

### Atto I
- Beat It – MJ Company & Orchestra
- Tabloid Junkie / Price of Fame – MJ & Rachel
- Shout! / Papa's Got a Brand New Bag / (Your Love Keeps Lifting Me) Higher and Higher – Ensemble
- Climb Ev'ry Mountain – Little Michael
- The Love You Save / I Want You Back / ABC – Little Michael, Marlon, Jermaine, Tito & Jackie
- I'll Be There – Katherine, MJ & Little Michael
- Don't Stop 'Til You Get Enough / Blame It on the Boogie / Dancing Machine – MJ Company, Teenage Michael, Marlon, Jermaine, Tito & Jackie
- Stranger in Moscow – MJ
- You Can't Win – Berry Gordy & Teenage Michael
- I Can't Help It – Quincy Jones & Teenage Michael
- Keep the Faith – Quincy Jones & Teenage Michael
- Wanna Be Startin' Somethin' – MJ Company, Teenage Michael & Ensemble
- Earth Song / They Don't Care About Us – MJ Company & Ensemble

### Atto II
- Billie Jean – MJ
- Smooth Criminal – MJ & Ensemble
- For the Love of Money / Can You Feel It – Joseph Jackson, Teenage Michael, Marlon, Jermaine, Tito, Jackie & Orchestra
- Money – Joseph Jackson
- Keep the Faith (Reprise) – Rob, MJ & Ensemble
- She's Out of My Life – MJ & Teenage Michael
- Jam – MJ, Ensemble & Orchestra
- Human Nature – MJ & Rachel
- Bad / 2Bad – MJ Company & Orchestra
- Price of Fame (Reprise) – MJ
- Thriller – Little Michael, MJ, Joseph Jackson & Ensemble
- Man in the Mirror – MJ Company
- Jam (Reprise) / Black or White / Wanna Be Startin' Somethin' (Reprise) – MJ Company
- Workin' Day and Night – Orchestra

### MJ (Original Broadway Cast Recording)
Le registrazioni per la colonna sonora si sono svolte tra il 7 e l'8 febbraio 2022, mentre la pubblicazione è avvenuta il 15 luglio 2022. È stato nominato un Grammy Award per Miglior Album teatrale musicale.

## Sviluppo
Il musical è stato inizialmente annunciato nel giugno 2018, con Wheeldon che spiega di come si sia vagamente ispirato al film Lincoln ovvero "si prende una particolare sezione della vita di qualcuno e la si usa come anello principale di tutta la storia".

### Riproduzioni

#### Broadway (2021)
MJ doveva essere messo in scena al Nederlander Theatre di Chicago, ma fu cancellato a seguito di uno sciopero da parte degli attori.
Fu poi spostato a Broadway a metà 2020 ma fu ritardato fino al 2021 causa pandemia. Alla produzione c'erano Christopher Wheeldon e Lynn Nottage, sceneggiatura di Derek McLane e costumi di Paul Tazewell mentre Natasha Katz e Peter Nigrini si sono occupati degli effetti speciali. Gareth Owen e Charles LaPointe hanno curato i dettagli estetici.

#### Tour Nazionale (2023-2025)
Un Tour Nazionale è iniziato al Nederlander Theatre di Chicago il 1 agosto 2023 e si concluderà il 3 agosto 2025, attraversando tutti gli Stati Uniti, in oltre 40 città.

#### West End (2024)
La riproduzione più recente è stata al Prince Edward Theatre del London West End, durato dal 6 al 27 marzo 2024.

#### Riproduzioni future
Oltre al Tour in corso, sono già programmati una riproduzione allo Stage Theater an der Elbe di Amburgo il 4 dicembre 2024, dove i dialoghi saranno in tedesco ma le canzoni in inglese. Ci sarà anche una riproduzione al Sydney Lyric Theatre di Sydney in Australia nel febbraio del 2025.

## Riscontro

### Vendite
I biglietti hanno prodotto all'incirca oltre 1 milione di dollari a settimana a Broadway, cifra che è aumentata dopo i Tony Awards, nel 2023 ha rotto vari record arrivando a un totale di 49 milioni di dollari. Complessivamente ha raggiunto $203.7 milioni con diversi sold-out.

### Opinione pubblica
Nel complesso MJ the Musical è stato accolto positivamente, sebbene non manchino le critiche. Charles Isherwood del Broadway News ha criticato in particolare il lavoro di Lynn Nottage, scrivendo, "MJ perde la sua agilità nel dialogo quasi insulso, troppo espositivo e spesso pure banale fornito da Nottage... Abbondano cliché, discorsi moralisti e dialoghi palesemente ovvi". Adam Feldman del Time Out ha scritto, "«Ascolta la mia musica» disse Michael al suo intervistatore. «Risponde a qualsiasi domanda tu possa avere.» Ma lo fa davvero? Ho lasciato il teatro tutto sommato intrattenuto, ma non convinto abbastanza di aver visto l'uomo nel fumo e negli specchi". Maya Phillips del New York Times ha detto "Il musical è molto spesso vuoto; questo forse perché l'opacità di Michael Jackson e la sua vita di traumi e controversie rendono difficile trovare materiale abbastanza avvincente e coeso per raccontare una storia sul palco". Il reporter di Deadline Greg Evans ha detto che il musical era "visivamente e sonoramente affascinante", mentre lo Chicago Tribune ha definito lo scenario magnifico e lo spettacolo "bello da vivere dall'inizio alla fine, cosa che non si può quasi mai dire sui jukebox musical". Peter Marks dello Washington Post ha lodato lo spettacolo e il cast, in particolare Frost, "completamente persuasivo" e ha definito MJ "uno spettacolo avvincente e adrenalinico". Linda Armstrong dell'Amsterdam News ha definito la produzione "spettacolare, sbalorditiva e fuori dall'ordinario". Joe Westerfield del Newsweek ha dichiarato "Per molti versi MJ è un semplice video musicale vivo, che respira, o anche non del tutto, ma possiede quel tocco d'ispirazione, spinta e arte che solo Michael Jackson poteva fornirci".

## Premi e riconoscimenti
| Anno | Premiazione                 | Categoria                                              | Nominato                                                                        | Risultato |
| ---- | --------------------------- | ------------------------------------------------------ | ------------------------------------------------------------------------------- | --------- |
| 2022 | Chita Rivera Awards         | Ensemble eccezionale in uno Show di Broadway           | MJ the Musical                                                                  | Nominato  |
| 2022 | Chita Rivera Awards         | Danzatore maschile eccezionale in uno Show di Broadway | Myles Frost                                                                     | Vinto     |
| 2022 | Chita Rivera Awards         | Coreografia eccezionale in uno show di Broadway        | Christopher Wheeldon                                                            | Nominato  |
| 2022 | Drama Desk Awards           | Attore eccezionale in un Musical                       | Myles Frost                                                                     | Nominato  |
| 2022 | Drama Desk Awards           | Comparsa eccezionale in un Musical                     | Tavon Olds-Sample                                                               | Nominato  |
| 2022 | Drama Desk Awards           | Coreografia eccezionale                                | Christopher Wheeldon, Rich and Tone Taleuega & Michael Balderrama               | Nominato  |
| 2022 | Drama Desk Awards           | Orchestra eccezionale                                  | Jason Michael Webb & David Holcenberg                                           | Vinto     |
| 2022 | Drama Desk Awards           | Design illuminazione eccezionale                       | Natasha Katz                                                                    | Vinto     |
| 2022 | Drama Desk Awards           | Sound Design eccezionale in un musical                 | Gareth Owen                                                                     | Vinto     |
| 2022 | Drama Desk Awards           | Eccezionale design estetico                            | Charles LaPointe                                                                | Nominato  |
| 2022 | Drama League Awards         | Produzione eccezionale in un musical                   | MJ the Musical                                                                  | Nominato  |
| 2022 | Drama League Awards         | Performance eccezionale                                | Myles Frost                                                                     | Nominato  |
| 2022 | Drama League Awards         | Direzione eccezionale in un musical                    | Christopher Wheeldon                                                            | Nominato  |
| 2022 | Grammy Awards               | Miglior album di un musical teatrale                   | Myles Frost, Tavon Olds-Sample, David Holcenberg, Derik Lee, Jason Michael Webb | Nominato  |
| 2022 | Outer Critics Circle Awards | Nuovo musical di Broadway eccezionale                  | MJ the Musical                                                                  | Nominato  |
| 2022 | Outer Critics Circle Awards | Attore eccezionale in un musical                       | Myles Frost                                                                     | Nominato  |
| 2022 | Outer Critics Circle Awards | Direttore eccezionale in un musical                    | Christopher Wheeldon                                                            | Nominato  |
| 2022 | Outer Critics Circle Awards | Outstanding Choreographer                              | Christopher Wheeldon & Rich + Tone Talauega                                     | Vinto     |
| 2022 | Outer Critics Circle Awards | Comparsa eccezionale in un musical                     | Quentin Earl Darrington                                                         | Nominato  |
| 2022 | Outer Critics Circle Awards | Orchestra eccezionale                                  | Jason Michael Webb & David Holcenberg                                           | Vinto     |
| 2022 | Outer Critics Circle Awards | Design dell'illuminazione eccezionale                  | Natasha Katz                                                                    | Nominato  |
| 2022 | Theatre World Awards        | Debutto eccezionale                                    | Myles Frost                                                                     | Vinto     |
| 2022 | Tony Awards                 | Miglior musical                                        | MJ the Musical                                                                  | Nominato  |
| 2022 | Tony Awards                 | Miglior attore protagonista in un musical              | Myles Frost                                                                     | Vinto     |
| 2022 | Tony Awards                 | Miglior regia si un musical                            | Christopher Wheeldon                                                            | Nominato  |
| 2022 | Tony Awards                 | Miglior coreografia                                    | Christopher Wheeldon & Rich + Tone Talauega                                     | Vinto     |
| 2022 | Tony Awards                 | Miglior libretto di un musical                         | Lynn Nottage                                                                    | Nominato  |
| 2022 | Tony Awards                 | Miglior orchestrazione                                 | Jason Michael Webb & David Holcenberg                                           | Nominato  |
| 2022 | Tony Awards                 | Migliori scene in un musical                           | Derek McLane & Peter Nigrini                                                    | Nominato  |
| 2022 | Tony Awards                 | Migliori costumi in un musical                         | Paul Tazewell                                                                   | Nominato  |
| 2022 | Tony Awards                 | Miglior design dell'illuminazione in un musical        | Natasha Katz                                                                    | Vinto     |
| 2022 | Tony Awards                 | Miglior sound design in un musical                     | Gareth Owen                                                                     | Vinto     |